# Мачерата Кампанија
Мачерата Кампанија (итал. Macerata Campania) је насеље у Италији у округу Казерта, региону Кампанија.
Према процени из 2011. у насељу је живело 10558 становника. Насеље се налази на надморској висини од 38 м.

## Становништво
| 1951. | 1961. | 1971. | 1981. | 1991. | 2001.  | 2011.  |
| ----- | ----- | ----- | ----- | ----- | ------ | ------ |
| 6.308 | 6.687 | 7.112 | 8.300 | 8.845 | 10.136 | 10.558 |